# ディオゴ・コスタ
ディオゴ・メイレレス・ダ・コスタ（ポルトガル語: Diogo Meireles da Costa、1999年9月19日 - ）は、スイス・ロートリスト出身のサッカー選手。プリメイラ・リーガ・FCポルト所属。ポルトガル代表。ポジションはゴールキーパー。

## 経歴

### クラブ
スイスでポルトガル人の両親のもとに生まれ、7歳の時に父親が地元のトイレ洗剤工場に就職したことで、家族と共にポルト郊外に移住した。子供時代は、いとこのヴィトールと共にサッカーをしており、2人の憧れはビトール・バイーアだった。地元のサッカーチームであるAMCHリンジでサッカーを始め、その後はSLベンフィカの提携クラブであるポヴォア・デ・ラニョソに加入した。そこでは、将来FCポルトでチームメイトとなるヴィティーニャと共に頭角を現した。それから、2011年にFCポルトのアカデミーに加入した。2017年8月6日にBチームでセグンダ・リーガのジル・ヴィセンテ戦でプロデビューを果たした。2017-18シーズンは、Bチームで31試合に出場して、チームの7位フィニッシュに貢献し、2018年5月15日には、クラブとの契約を2022年まで延長した。9月にはチームの年間最優秀新人に選ばれた。2018年末には、トップチームで正ゴールキーパーを務めるイケル・カシージャスから自身の後継者と称賛された。2019年4月29日、UEFAユースリーグ決勝のチェルシーFC戦に3-1で勝利し。優勝に貢献した。その数日後、カシージャスが心臓発作を起こし、ヴァナ・アウヴェスが正ゴールキーパーとなると、5月4日のCDアヴェス戦から残りの3試合でベンチ入りした。

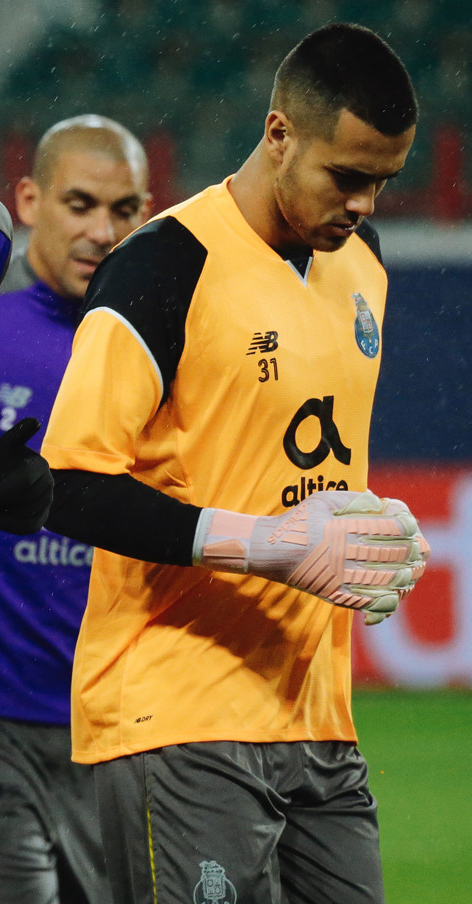
2018年、トレーニング中のコスタ

2019年9月25日、タッサ・ダ・リーガのCDサンタ・クララ戦でトップチーム初出場を果たし、クリーンシートを達成した。11月10日、アグスティン・マルチェシンがチームの規律違反で欠場したことによりボアヴィスタFCでリーグ戦初出場を果たした。そのシーズン、さらに2試合に出場し、チームはリーグ優勝を果たした。また、タッサ・デ・ポルトガルの全7試合に出場し、国内二冠に貢献した。
2020-21シーズンより背番号をかつてビトール・バイーアが着用した99番に変更した。このシーズンも、アグスティン・マルチェシンの控えであり、リーグ戦では1試合の出場に留まったものの、2020年12月9日のUEFAチャンピオンズリーグのオリンピアコスFC戦でチャンピオンズリーグ初出場を果たした。
2021-22シーズン、負傷離脱したアグスティン・マルチェシンに代わってレギュラーに定着した。2021年9月には、月間最優秀ゴールキーパーの投票でベンフィカのオディッセアス・ヴラホディモスの22パーセントを上回る25パーセントの票を得て、月間最優秀ゴールキーパーに選ばれた。10月16日、クラブとの契約を2026年まで延長し、契約解除金は3000万ユーロから6000万ユーロに引き上げられた。その後、ポルトの16試合連続無敗に貢献し、その間8試合でクリーンシートを達成した。これにより、2021年12月から2022年3月にかけて4か月連続で月間最優秀ゴールキーパーに選ばれた。5月7日、ベンフィカ戦でクリーンシートを達成して1-0での勝利に貢献し、5月15日には、タッサ・デ・ポルトガル決勝のCDトンデラ戦に3-1で勝利し、国内二冠を達成した。2021-22シーズンは公式戦43試合に出場した。リーグ戦では、スポルティングCPのアントニオ・アダンに次ぐ15試合でクリーンシートを達成し、リーグの年間ベストイレブンに選出された。優勝が決まっていた最終節を除くリーグ戦33試合に出場し、リーグ最優秀ゴールキーパーに選ばれた。
2022年10月4日、UEFAチャンピオンズリーグのバイエル・レバークーゼン戦で、パトリック・シックのPKをセーブし、クリーンシートを達成し2-0での勝利に貢献した。10月12日、チャンピオンズリーグのバイエル・レバークーゼン戦では、ガレーノのゴールをアシストし、さらにケレム・デミルバイのPKをセーブした。チャンピオンズリーグで初めて、アシスト、PKセーブとクリーンシートを同じ試合で記録した選手となった。10月26日、クラブ・ブルッヘ戦でノア・ラングのPKをセーブし、これによりチャンピオンズリーグ史上初めて3試合連続でPKをセーブした選手となった。チャンピオンズリーグのグループステージでは好調を維持し、ポルトは11月1日のアトレティコ・マドリード戦に勝利してグループ首位通過を決めた。11月3日、クラブとの契約を2027年まで延長した。2023年2月22日、チャンピオンズリーグ決勝トーナメント・ラウンド16のインテル・ミラノ戦1stレグでは、0-1で敗れたものの多くのセーブで存在感を発揮した。3月14日のインテル・ミラノ戦2ndレグは、ポルトでの100試合目の出場となり、いくつかの決定的なセーブでクリーンシートを達成したが、試合は0-0で引き分け、チームは敗退した。6月4日、タッサ・デ・ポルトガル決勝のSCブラガ戦でもクリーンシートを達成し、2-0での勝利に貢献した。リーグ戦では33試合に出場して16試合でクリーンシートを達成し、2年連続での年間最優秀ゴールキーパーの選出された。
2023年夏の移籍市場では、チェルシーやマンチェスター・ユナイテッドが興味を示し、ポルトを退団することが噂された。しかし、ポルトは契約解除金である7500万ユーロ以下での売却には応じないという姿勢を貫いたため、2クラブは移籍金の高さから獲得を断念し、マンチェスター・ユナイテッドはアンドレ・オナナを獲得した。また、正ゴールキーパーが負傷したバイエルン・ミュンヘンやレアル・マドリードへの移籍も噂されたが移籍は実現せず、ポルトに残留した。2023-24シーズンは、ポルトはリーグ3位に終わったものの、リーグ戦34試合に出場してリーグ最多の14試合でクリーンシートを達成した。2024年5月26日、タッサ・デ・ポルトガル決勝のスポルティングCP戦にも出場し、2-1での勝利に貢献した。
2023-24シーズン終了後、サウジ・プロフェッショナルリーグの3クラブから関心を示されたほか、エデルソンがアル・イテハドに移籍する可能性があったマンチェスター・シティからもエデルソンの後継者として関心を示された。しかし、7月2日にクラブの会長のアンドレ・ビラス・ボアスが「コスタはクラブの最大の資産の1つ」と述べ、売却の意思がないことを明言した。7月12日、ペペの引退とイバン・マルカノの負傷での長期離脱を受けて、キャプテンに任命された。8月3日、シーズン最初の公式戦となったスーペルタッサ・カンディド・デ・オリベイラのスポルティングCP戦で初めてキャプテンとして出場し、3点リードされたものの4-3で逆転勝利を果たした。9月29日、FCアロウカ戦でクリーンシートを達成したが、これは161試合目で100回目のクリーンシート達成となった。シーズン序盤、ポルトにとっては守備面で厳しいスタートとなったが、リーグ戦5試合中3試合でクリーンシートを記録し、9月と10月の月間最優秀ゴールキーパーに選ばれた。このシーズン、ポルトはリーグ3位に終わったものの、リーグ最多の16試合でクリーンシートを達成し、リーグ最優秀ゴールキーパーに選ばれ、年間ベストイレブンにも選出された。

### 代表
2021年8月26日、W杯欧州予選に臨むポルトガル代表のメンバーに初選出された。同年10月9日に代表初出場。
2022 FIFAワールドカップでは、予選終盤にて正GKを務めていたルイ・パトリシオからポジションを奪取。そのまま本大会も正GKとしてメンバー入りを果たした。
2024年5月21日、UEFA EURO 2024のメンバーに選出され、ベスト16のスロベニアとの対戦では、PK戦に入り、相手のシュートを3本連続でセーブしてチームのベスト8入りに貢献した。PK戦で3本もシュートと止めたのは、EURO史上初の快挙である。

## 代表歴

### 出場大会
- ポルトガル代表
  - 2022 FIFAワールドカップ

### 試合数
- 国際Aマッチ 19試合 0得点（2021年-）[55]

| ポルトガル代表 | 国際Aマッチ | 国際Aマッチ |
| 年             | 出場        | 得点        |
| -------------- | ----------- | ----------- |
| 2021           | 1           | 0           |
| 2022           | 11          | 0           |
| 2023           | 7           | 0           |
| 2024           |             |             |
| 通算           | 19          | 0           |

## タイトル

### クラブ
ポルトユース
- UEFAユースリーグ: 2018-19

ポルト
- プリメイラ・リーガ: 2019-20, 2021-22
- タッサ・デ・ポルトガル: 2019-20, 2021-22, 2022-23
- タッサ・ダ・リーガ: 2022-23
- スーペルタッサ・カンディド・デ・オリベイラ: 2020

### 代表
U-17ポルトガル代表
- UEFA U-17欧州選手権: 2016

U-19ポルトガル代表
- UEFA U-19欧州選手権: 2018

### 個人
- プリメイラ・リーガ最優秀ゴールキーパー: 2021-22, 2022-23
- プリメイラ・リーガベストイレブン: 2021-22, 2022-23